# Barbus haasi
Barbus haasi е вид лъчеперка от семейство Шаранови (Cyprinidae). Видът е уязвим и сериозно застрашен от изчезване.

## Разпространение
Разпространен е в Испания.

## Описание
На дължина достигат до 30 cm.
Популацията на вида е намаляваща.